# Серия Гран-при по фигурному катанию сезона 2016/2017
Серия Гран-при по фигурному катанию сезона 2016/2017 — это комплекс ежегодных коммерческих турниров по фигурному катанию среди лучших фигуристов планеты (по рейтингу ИСУ), которые прошли осенью и в начале декабря 2016 года. Спортсмены на 6 этапах серии соревновались в категориях мужское и женское одиночное катание, парное катание и танцы на льду. За занятые места были присуждены баллы от 15 (за первое) до 3 (за восьмое). Лучшие шесть спортсменов (пар) выступили в финале серии. Также в августе-октябре 2016 года прошли этапы юношеского Гран-при; были пройдены семь этапов. Финал состоялся вместе с основным.

## Участники
В серии Гран-при по фигурному катанию сезона 2016—2017 имеют право принять участие фигуристы, достигшие возраста 15 лет на 1 июля 2016 года.
До соревнований серии Гран-при допускаются до 12 одиночников как среди мужчин так и женщин и до 8 пар.
Чтобы принять участие в Гран-при сезона, фигуристы должны были заработать на турнирах до начала серии, как минимум, следующие баллы:
| Вид     | Баллы  |
| Мужчины | 160.67 |
| Женщины | 130.97 |
| Пары    | 135.42 |
| Танцы   | 113.74 |
| ------- | ------ |

До юношеского Гран-при допускаются все желающие, но согласно квотам для каждой страны, на основе предыдущего чемпионата мира среди юниоров.

## Взрослый турнир

### Расписание
ИСУ осенью 2015 года определилось со временем проведения этапов Гран-при на осень 2016 года. Финал было решено провести в Марселе.
| Турнир                    | Место проведения   | Начало          | Окончание       |
| ------------------------- | ------------------ | --------------- | --------------- |
| Skate America 2016        | США, Чикаго        | 21 октября 2016 | 23 октября 2016 |
| Skate Canada 2016         | Канада, Миссиссога | 28 октября 2016 | 30 октября 2016 |
| Cup of Russia 2016        | Россия, Москва     | 4 ноября 2016   | 6 ноября 2016   |
| Trophée Eric Bompard 2016 | Франция, Париж     | 11 ноября 2016  | 13 ноября 2016  |
| Audi Cup of China 2016    | Китай, Пекин       | 18 ноября 2016  | 20 ноября 2016  |
| NHK Trophy 2016           | Япония, Саппоро    | 25 ноября 2016  | 27 ноября 2016  |
| Финал Гран-при 2016/2017  | Франция, Марсель   | 8 декабря 2016  | 11 декабря 2016 |

## Юношеский турнир

### Расписание
ИСУ определилось с местами и временем проведения юниорских этапов Гран-при на август и осень 2016 года.
| Турнир                              | Место проведения          | Начало           | Окончание        |
| ----------------------------------- | ------------------------- | ---------------- | ---------------- |
| Этап во Франции                     | Франция, Сен-Жерве-ле-Бен | 24 августа 2016  | 28 августа 2016  |
| Этап в Чехии                        | Чехия, Острава            | 31 августа 2016  | 4 сентября 2016  |
| Этап в Японии                       | Япония, Йокогама          | 7 сентября 2016  | 11 сентября 2016 |
| Этап в России                       | Россия, Саранск           | 14 сентября 2016 | 18 сентября 2016 |
| Этап в Словении                     | Словения, Любляна         | 21 сентября 2016 | 25 сентября 2016 |
| Этап в Эстонии                      | Эстония, Таллин           | 28 сентября 2016 | 2 октября 2016   |
| Этап в Германии                     | Германия, Дрезден         | 5 октября 2016   | 9 октября 2016   |
| Финал юниорского Гран-при 2016/2017 | Франция, Марсель          | 8 декабря 2016   | 11 декабря 2016  |

## Возможная смена места проведения
В июле 2016 года в мировом спорте достиг апогея допинговый скандал связанный с Россией. На этом основание МОК принял решение просить все международные спортивные федерации зимних видов спорта запретить российским спортсменам выступать в соревнованиях. Также высказано пожелание заморозить подготовку ко всем крупным турнирам в России: чемпионатам мира, этапам Кубка мира и другим и активно поискать других организаторов.
ИСУ приняло решение провести 9—11 сентября заседание совета организации по вопросам доклада ВАДА и дальнейших решений.
Два турнира могут сменить место и время проведения. Это четвёртый этап юниорского этапа Гран-при в Саранске и третий этап Гран-при в Москве.
В дальнейшем ИСУ проявил молчание и российские фигуристы продолжат принимать участие в соревнованиях. В Саранске прошёл юниорский Гран-при, а российская столица готовятся принимать этап Гран-при. В дальнейшем он там и прошёл.

## Баллы

### Основной турнир
За занятые на каждом этапе места спортсмены получат баллы по следующему принципу:
| Занятое место | Баллы (одиночники и одиночницы) | Баллы (спортивные пары и танцоры) |
| ------------- | ------------------------------- | --------------------------------- |
| 1 место       | 15 баллов                       | 15 баллов                         |
| 2 место       | 13 баллов                       | 13 баллов                         |
| 3 место       | 11 баллов                       | 11 баллов                         |
| 4 место       | 9 баллов                        | 9 баллов                          |
| 5 место       | 7 баллов                        | 7 баллов                          |
| 6 место       | 5 баллов                        | 5 баллов                          |
| 7 место       | 4 балла                         |                                   |
| 8 место       | 3 балла                         |                                   |

### Юношеский турнир
В юношеском Гран-при немного по-другому начисляются баллы.
| Занятое место | Баллы (одиночники и одиночницы) | Баллы (спортивные пары и танцевальные пары) |
| ------------- | ------------------------------- | ------------------------------------------- |
| 1 место       | 15 баллов                       | 15 баллов                                   |
| 2 место       | 13 баллов                       | 13 баллов                                   |
| 3 место       | 11 баллов                       | 11 баллов                                   |
| 4 место       | 9 баллов                        | 9 баллов                                    |
| 5 место       | 7 баллов                        | 7 баллов                                    |
| 6 место       | 5 баллов                        | 5 баллов                                    |
| 7 место       | 4 балла                         | 4 балла                                     |
| 8 место       | 3 балла                         | 3 балла                                     |
| 9 место       | 2 балла                         |                                             |
| 10 место      | 1 балл                          |                                             |

## Фигуристы, прошедшие в финал

### Основной турнир
По результатам серии Гран-при, в финал прошли следующие спортсмены:
|          | Мужчины                  | Женщины                  | Пары                                       | Спортивные танцы                            |
| -------- | ------------------------ | ------------------------ | ------------------------------------------ | ------------------------------------------- |
| 1        | Испания Хавьер Фернандес | Россия Евгения Медведева | Канада Мэган Дюамель / Эрик Рэдфорд        | Канада Тесса Вертью / Скотт Моир            |
| 2        | Канада Патрик Чан        | Россия Анна Погорилая    | Германия Алёна Савченко / Бруно Массо      | США Майя Шибутани / Алекс Шибутани          |
| 3        | Япония Сёма Уно          | Россия Елена Радионова   | Китай Юй Сяоюй / Чжан Хао                  | Франция Габриэла Пападакис / Гийом Сизерон  |
| 4        | Япония Юдзуру Ханю       | Канада Кэйтлин Осмонд    | Китай Пэн Чэн / Цзинь Ян                   | Россия Екатерина Боброва / Дмитрий Соловьёв |
| 5        | США Нэтан Чен            | Россия Мария Сотскова    | Россия Евгения Тарасова / Владимир Морозов | США Мэдисон Чок / Эван Бейтс                |
| 6        | США Адам Риппон          | Япония Сатоко Мияхара    | Канада Джулианна Сеген / Чарли Билодо      | США Медисон Хубелль / Захари Донохью        |
| Запасные |                          |                          |                                            |                                             |
| 1-й      | Китай Цзинь Боян         | США Эшли Вагнер          | Россия Наталья Забияко / Александр Энберт  | Канада Кэйтлин Уивер / Эндрю Поже           |
| 2-й      | Россия Сергей Воронов    | Япония Маи Михара        | США Хэвен Денни / Брэндон Фрейзер          | Канада Пайпер Гиллес / Поль Пуарье          |
| 3-й      | Израиль Алексей Быченко  | Япония Вакаба Хигучи     | Канада Любовь Илюшечкина / Дилан Москович  | Италия Анна Каппеллини / Лука Ланотте       |

### Юниорский турнир
По результатам серии Гран-при среди юниоров, в финал прошли следующие спортсмены:
|          | Юноши                         | Девушки                         | Пары                                                | Спортивные танцы                             |
| -------- | ----------------------------- | ------------------------------- | --------------------------------------------------- | -------------------------------------------- |
| 1        | Россия Александр Самарин      | Россия Анастасия Губанова       | Россия Анастасия Мишина / Владислав Мирзоев         | Россия Алла Лобода / Павел Дрозд             |
| 2        | Республика Корея Ча Чжун Хван | Россия Полина Цурская           | Чехия Анна Душкова / Мартин Бидар                   | США Рэйчел Парсонс / Майкл Парсонс           |
| 3        | США Алексей Красножон         | Япония Рика Кихира              | Россия Алина Устимкина / Никита Володин             | США Лоррейн Макнамара / Квинн Карпентер      |
| 4        | Россия Роман Савосин          | Япония Каори Сакамото           | Россия Амина Атаханова / Илья Спиридонов            | Франция Анжелика Абашкина / Луи Торон        |
| 5        | Россия Илья Скирда            | Россия Алина Загитова           | Россия Александра Бойкова / Дмитрий Козловский      | США Кристина Каррейра / Энтони Пономаренко   |
| 6        | Россия Дмитрий Алиев          | Япония Марин Хонда              | Россия Екатерина Борисова / Дмитрий Сопот           | Россия Анастасия Шпилевая / Григорий Смирнов |
| Запасные |                               |                                 |                                                     |                                              |
| 1-й      | США Винсент Чжоу              | Россия Елизавета Нугуманова     | Австралия Екатерина Александровская / Харли Уиндзор | Россия Анастасия Скопцова / Кирилл Алёшин    |
| 2-й      | США Эндрю Торгашев            | Россия Станислава Константинова | США Челси Лю / Брайан Джонсон                       | Россия Софья Полищук / Александр Вахнов      |
| 3-й      | Канада Роман Садовский        | Япония Юна Шираива              | Канада Лори-Энн Матте / Тьерри Ферланд              | Чехия Николь Кузьмичёва / Александр Синицын  |

## Взрослый состав Гран-при
Взрослый состав участников Гран-при полностью регламентируется правилами ИСУ. По его результатам определяются участники Финала.

### Медальный зачёт
На шести этапах Гран-при было разыграно 24 комплекта медалей. Ещё 4 комплекта разыграли на самом финале.
| Место | Страна    | Золото | Серебро | Бронза | Всего |
| ----- | --------- | ------ | ------- | ------ | ----- |
| 1     | Россия    | 8      | 4       | 8      | 20    |
| 2     | Канада    | 8      | 3       | 7      | 18    |
| 3     | США       | 3      | 9       | 4      | 16    |
| 4     | Япония    | 3      | 4       | 5      | 12    |
| 5     | Испания   | 2      | 0       | 0      | 2     |
| 5     | Германия  | 2      | 0       | 0      | 2     |
| 7     | Китай     | 1      | 5       | 1      | 7     |
| 8     | Франция   | 1      | 2       | 1      | 4     |
| 9     | Казахстан | 0      | 1       | 0      | 1     |
| 10    | Израиль   | 0      | 0       | 1      | 1     |
| 10    | Италия    | 0      | 0       | 1      | 1     |
| Итог  | Итог      | 28     | 28      | 28     | 84    |

## Медальный зачёт юношеского Гран-при
На семи этапах юношеского Гран-при были разыграны 25 комплектов медалей ещё 4 комплекта были разыграны в финале:
| Место | Страна           | Золото | Серебро | Бронза | Всего |
| ----- | ---------------- | ------ | ------- | ------ | ----- |
| 1     | Россия           | 16     | 14      | 15     | 45    |
| 2     | США              | 6      | 5       | 4      | 15    |
| 3     | Япония           | 2      | 5       | 6      | 13    |
| 4     | Республика Корея | 2      | 0       | 2      | 4     |
| 5     | Чехия            | 1      | 3       | 1      | 5     |
| 6     | Франция          | 1      | 0       | 1      | 2     |
| 7     | Австралия        | 1      | 0       | 0      | 1     |
| 8     | Канада           | 0      | 2       | 0      | 2     |
| Итог  | Итог             | 29     | 29      | 29     | 87    |